# Anticarsia elegantula
Anticarsia elegantula là một loài bướm đêm trong họ Erebidae.